# Andreas Ritter (Theologe)

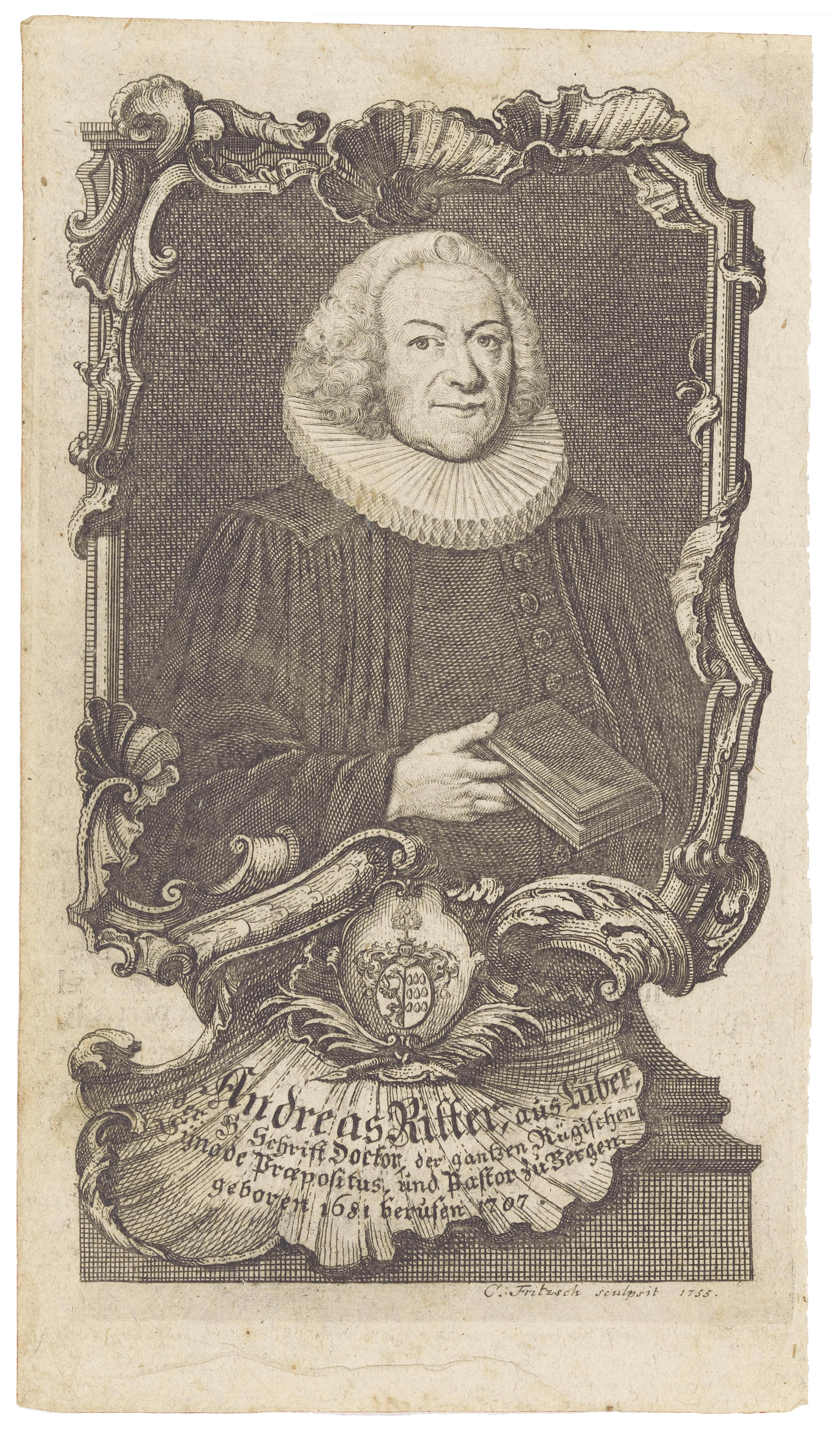
Lutherischer Theologe Andreas Ritter. Porträt aus dem Jahre 1755 von dem Hamburger Kupferstecher Christian Fritzsch (1695–1769)

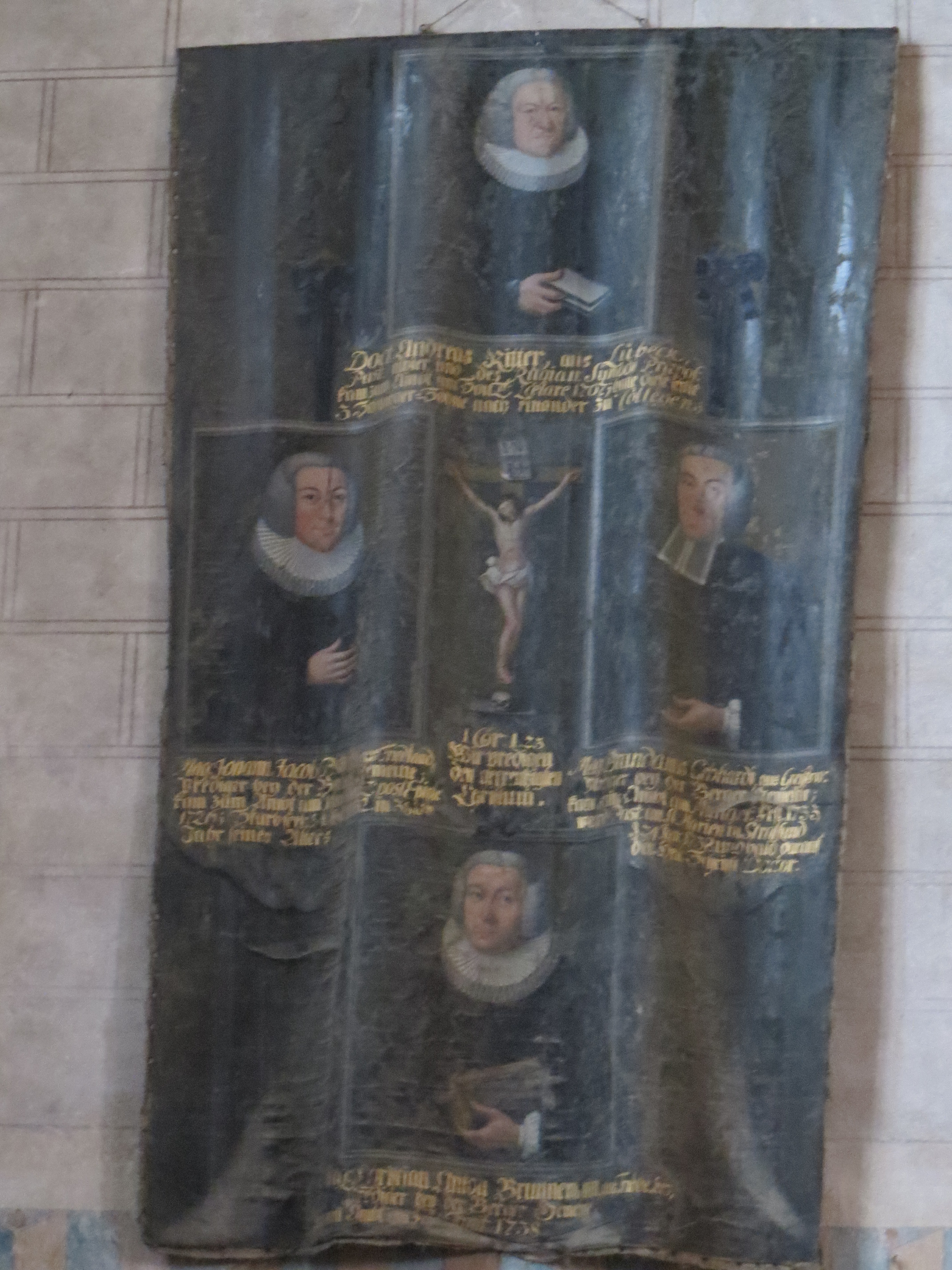
Andreas Ritter (oben); Denkgemälde in der St.-Marien-Kirche (Bergen)

Andreas Ritter (* Oktober 1681 in Lübeck; † 15. April 1755 in Bergen auf Rügen) war ein deutscher evangelisch-lutherischer Geistlicher, Hochschullehrer an der Universität Greifswald und Propst auf Rügen.

## Leben
Andreas Ritter war ein Sohn des Lübecker Hauptpastors und Seniors Georg Ritter. Der Bürgermeister Johann Ritter und der Ratsherr Gerhard Ritter waren Onkel von ihm. Er besuchte das Katharineum zu Lübeck und studierte ab 1699 an der Universität Leipzig, wo er am 27. Januar 1701 zum Magister graduierte. 1704 ging er, angezogen vom Ruf Johann Friedrich Mayers, an die Universität Greifswald. Am 1. März 1705 wurde er zum Adjunkt der Philosophischen Fakultät bestellt und erhielt damit die Berechtigung Vorlesungen zu halten. Er las unter anderem über René Descartes und über Platonismus. Am 14. September 1706 erlangte er das Lizentiat in Theologie.
Im Frühjahr 1707 wurde er zum Pastor der St.-Marien-Kirche (Bergen) und zum Propst der Synode Rügen berufen. Am 2. Mai 1707 wurde er zum Doktor der Theologie promoviert und heiratete am selben Tag Catharina († 1739), geb. Bebel, eine Tochter des Wittenberger Generalsuperintendenten Balthasar Bebel.

## Schriften
- Exercitatio moralis de juramentis, quae falso habentur non obligantia, quam indultu ter maximi numinis, & consensu inclytae facultatis philosophicae in alma Lipsiensi d. 26. Februar. 1701. placidae eruditorum disquisitioni tradit m. Andreas Ritter, Lubecens. ss. theol. studiosus, respondente Joanne Tobia Hayner, Cross Ciz. phil. stud. Leipzig 1701
- De vestibus Clericorum crucis figura notatis. Leipzig 1703
- De Fide Christi. Greifswald 1704
- De sacerdotum salutandi formula Dominus vobiscum. Greifswald 1704
- De religione Cartesii.  Greifswald 1705
- Utrum Filius a Spiritu S. missus? Greifswald 1706
- De praeceptoribus Platonis. Greifswald 1707